# Ginast
Ginast (Xinàs o Xinast en ribagorçà i Ginaste en castellà) és un poble de la comarca aragonesa de la Ribagorça. Pertany al municipi de Montanui i es troba a 990 metres per damunt del mar. L'any 2018 hi vivien 12 persones. La seva església és dedicada a Sant Esteve. L'idioma habitual del poble és el català.
Al segle xix tenia municipi propi.